# هکتور لادرو
هکتور لادرو (انگلیسی: Héctor Ladero؛ زادهٔ ۱۳ مهٔ ۱۹۸۹) بازیکن فوتبال اهل اسپانیا است.
از باشگاه‌هایی که در آن بازی کرده‌است می‌توان به باشگاه فوتبال سلتاویگو و باشگاه فوتبال نومانسیا اشاره کرد.